# Уразбаєво (Ішимбайський район)
Уразба́єво (рос. Уразбаево, башк. Ураҙбай) — присілок у складі Ішимбайського району Башкортостану, Росія. Входить до складу Іткуловської сільської ради.
Населення — 638 осіб (2010; 652 в 2002).
Національний склад:
- башкири — 100%